# Roseburia
Roseburia es un género de bacterias de la familia Lachnospiraceae. Fue descrito en el año 1983. Su etimología hace referencia al microbiólogo americano Theodor Rosebury. La mayoría de especies se describen como gramnegativas, aunque posiblemente sean grampositivas como otras bacterias de la misma familia. Es anaerobia estricta, y algunas especies son móviles. La mayoría de especies se han aislado de heces humanas, ya que forman parte de la microbiota intestinal, excepto Roseburia porci, que se ha aislado de cerdos.
Son bacterias beneficiosas para la salud humana, ya que producen butirato, que estimula la respuesta inmune y regula la inflamación. Por ello, en personas con enfermedades digestivas, Roseburia se encuentra en cantidades más bajas que en personas sanas.